# David Leblanc (écrivain)
Pour les articles homonymes, voir David Leblanc.
David Leblanc, né à Arthabaska en 1980, est un écrivain et traducteur québécois ainsi qu'un professeur de littérature au collégial.

## Biographie
Diplômé au baccalauréat en études littéraires à l'Université Laval en 2005, David Leblanc enseigne la littérature et la création littéraire au Cégep de Lévis depuis 2010,.
Auteur de fictions brèves, il publie La descente du singe : textes brefs, courts ou pas trop longs (Le Quartanier, 2007), Mon nom est personne (Le Quartanier, 2010) ainsi que À la morte-saison (Le Quartanier, 2013),,,,,.
Il traduit des textes de Danill Harms, et de Virginia Woolf.
Récipiendaire du Prix Brèves littéraires en 2004, il est également finaliste au Prix littéraire des collégiens 2011 et récipiendaire de la Résidence d'écriture Québec-Paris 2012,.
À titre de mentor et conseiller artistique, il a collaboré aux textes de l’album Le jeu des lumières de Pierre-Hervé Goulet (2021). Il est co-auteur des chansons « La maison », « Vagues aurores », « Amour Punk Rock ».

## Œuvres

### Récits et nouvelles
- La descente du singe : textes brefs, courts ou pas trop longs, Montréal, Le Quartanier, 2007, 186 p. (ISBN 978-2-923400-25-9)
- Mon nom est personne, Montréal, Le Quartanier, 2010, 337 p. (ISBN 978-2-923400-58-7)

### Novella
- À la morte-saison, Montréal, Le Quartanier, 2013, 37 p. (ISBN 9782896981250)

### Traductions
- « À titre posthume », de Daniil Harms, récits choisis et traduits du russe par David Leblanc, Liberté, no 269, septembre 2005, p. 111-130.
- « Toujours à titre posthume », de Daniil Harms, récits choisis et traduits du russe par David Leblanc, précédé de « Ci-gît Daniil Harms », Liberté, no 272, mai 2006, p. 55-67.
- « Pensées sur la paix dans un raid aérien », de Virginia Woolf, essai traduit de l'anglais par David Leblanc, Liberté, no 278, février 2010, p. 106-110.

### Spectacle littéraire
- « Solitude résignée derrière la neige», dans Images invisibles, art audio narratif, Productions Rhizome, tournées Québec-France 2012-2016.

## Prix et honneurs
- 2004 - Récipiendaire : Prix Brèves littéraires[2]
- 2011 - Finaliste : Prix littéraire des collégiens (pour Mon nom est personne)[11]
- 2012 - Bourse de création littéraire du Conseil des Arts du Canada
- 2012 - Récipiendaire : Résidence d'écriture Québec-Paris[12]